# Скумпія звичайна
Ску́мпія звича́йна, райдерево, сума́х (Cotinus coggygria Scop.) (Rhus cotinus L.). Місцеві назви — жовтушник, перукове дерево.

## Морфологічна характеристика
Високий кущ або деревце родини сумахових (1—6-8 м заввишки) з дрібно-тріщинуватою коричнево-бурою корою. Пагони зелені або фіолетові, товстуваті, на зрізі виділяють слабкопомітний молочний сік. Листки чергові, прості, округлі або оберненояйцеподібні (3—8 см завдовжки, 2—4 см завширшки), майже шкірясті, цілокраї, на довгих (1—4 см завдовжки), черешках, зверху голі, матово-зелені, знизу сизі, опушені, з мережею добре помітних жилок, при розтиранні мають специфічний запах. Квітки дрібні, зеленувато-жовті, зібрані у кінцеві волотисті прямостоячі суцвіття (15—30 см завдовжки), здебільшого одно-, рідше двостатеві або стерильні. Оцвітина подвійна, чашечка п'ятилисткова, віночок п'ятипелюстковий, тичинок п'ять, зав'язь верхня Після обпадання стерильних квіток квітконіжки їх видовжуються, вкриваються білими або рожевими волосками, надаючи суцвіттю декоративного вигляду. Плід — суха косо-оберненояйцеподібна кістянка (3—5 мм завдовжки), спочатку зеленувата, згодом чорнувата.
Скумпія росте в підліску листяних, рідше мішаних лісів, на сухих, кам'янистих схилах, вапнякових відкладеннях, рідше на приморських пісках. Світлолюбна, морозостійка рослина. Цвіте у травні—червні.
Поширена в Лісостепу й Степу, у гірському Криму і в передгір'ях. Розводять культуру по всій Україні.
Заготовляють на Поділлі, у степових областях України і в Криму.

## Практичне використання
Танідносна, лікарська, отруйна, фарбувальна, деревинна, ефіроолійна, декоративна, фітомеліоративна рослина. 
Скумпія звичайна — важлива танідоносна рослина. Сировиною для добування таніну в листя, в яких міститься від 10,8 до 27,9 % танідів, а в корі — 3,1—9,5 %, Таніди скумпії близькі до таніну китайських чорнильних горішків. Застосовують для вичинки овечих і козячих шкур для виготовлення найкращих сортів шкіри, сап'яну. Можна дубити і важкі шкури.

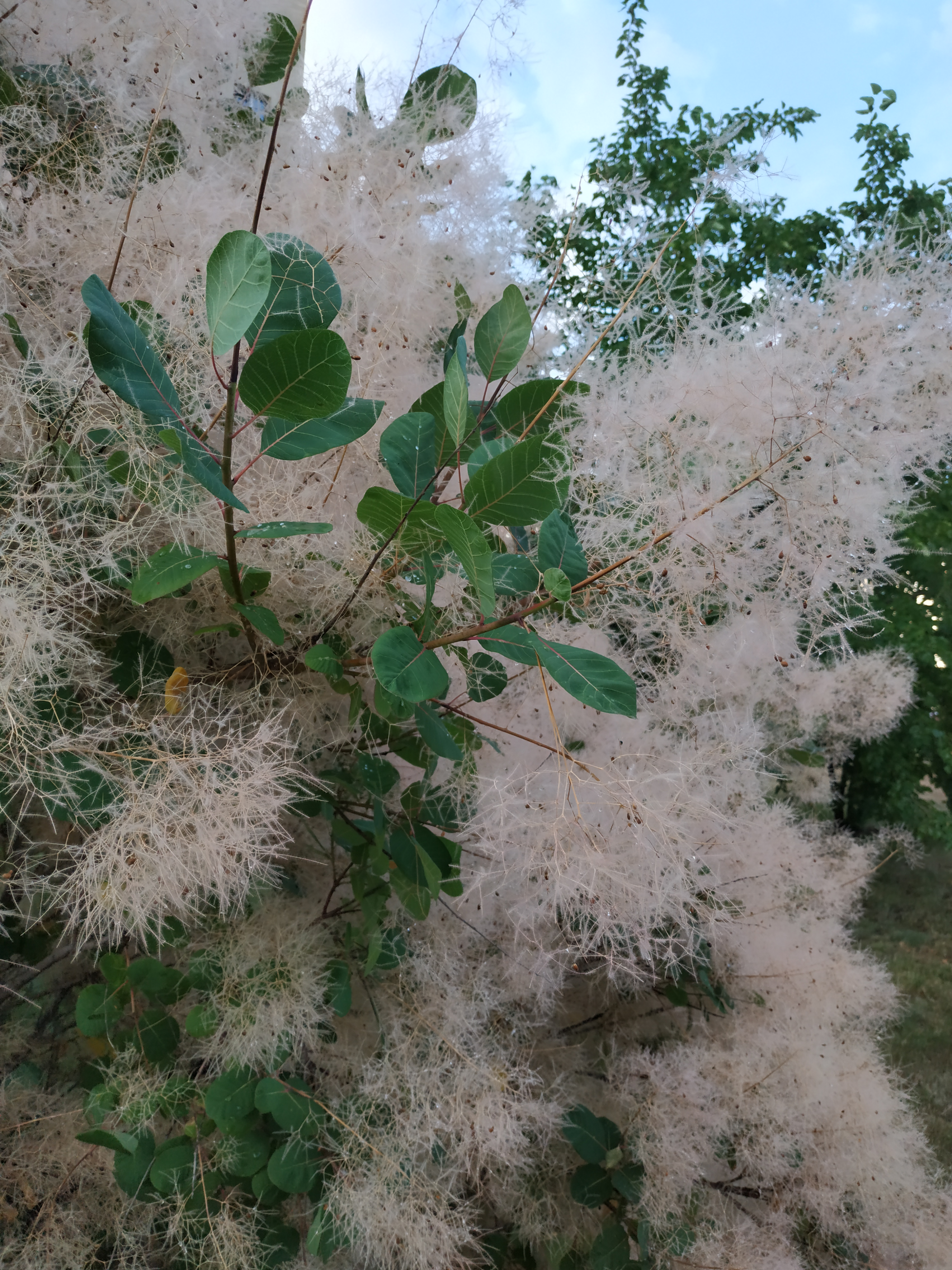

У науковій медицині листки скумпії служать сировиною для добування медичного таніну і галової кислоти. Танін вживають при хворобах шкіри, проносах, кровотечах, отруєннях, опіках. 3 таніну і галової кислоти виготовляють лікарські препарати пірогалол, таніген, таноформ тощо.
Танін скумпії використовуються, крім того, у фарбувальній справі, текстильному виробництві і у виноробстві.
У народній медицині листки, кору і плоди скумпії використовують для полоскання горла і порожнини рота при хронічних катарах, кору — як сурогат хінної кірки. Скумпія використовується також при катарах шлунково-кишкового тракту, отруєння солями важких металів і алкалоїдами, зовнішньо — як антисептик при опіках, виразках, пролежнях.
Рослина вважається отруйною, проте при експериментальному згодовуванні коневі 3 кг свіжих гілок і листків виявлено лише малопомітні симптоми отруєння, які швидко зникли.
З деревини скумпії одержують барвник фазетин для фарбування вовни, шовку і шкір у жовтий, коричневий і помаранчевий кольори, листки дають чорну, корені — червону фарбу.
Листки і квітки містять ефірну олію (0,1—0,21 %), яка використовується у парфумерії.
Деревина жовта або зеленувато-жовта з білуватою заболонню, м'яка, досить легка, використовується на дрібні столярні вироби.
Скумпія досить декоративний чагарник, особливо восени, коли її листки стають ясно-червоними, темно-пурпуровими або темно-фіолетовими, а навесні плодоносні волоті схожі на перуку. Важлива для зеленого будівництва в посушливих районах. Відомі такі декоративні форми: з червоними волотями і з плакучою формою крони.

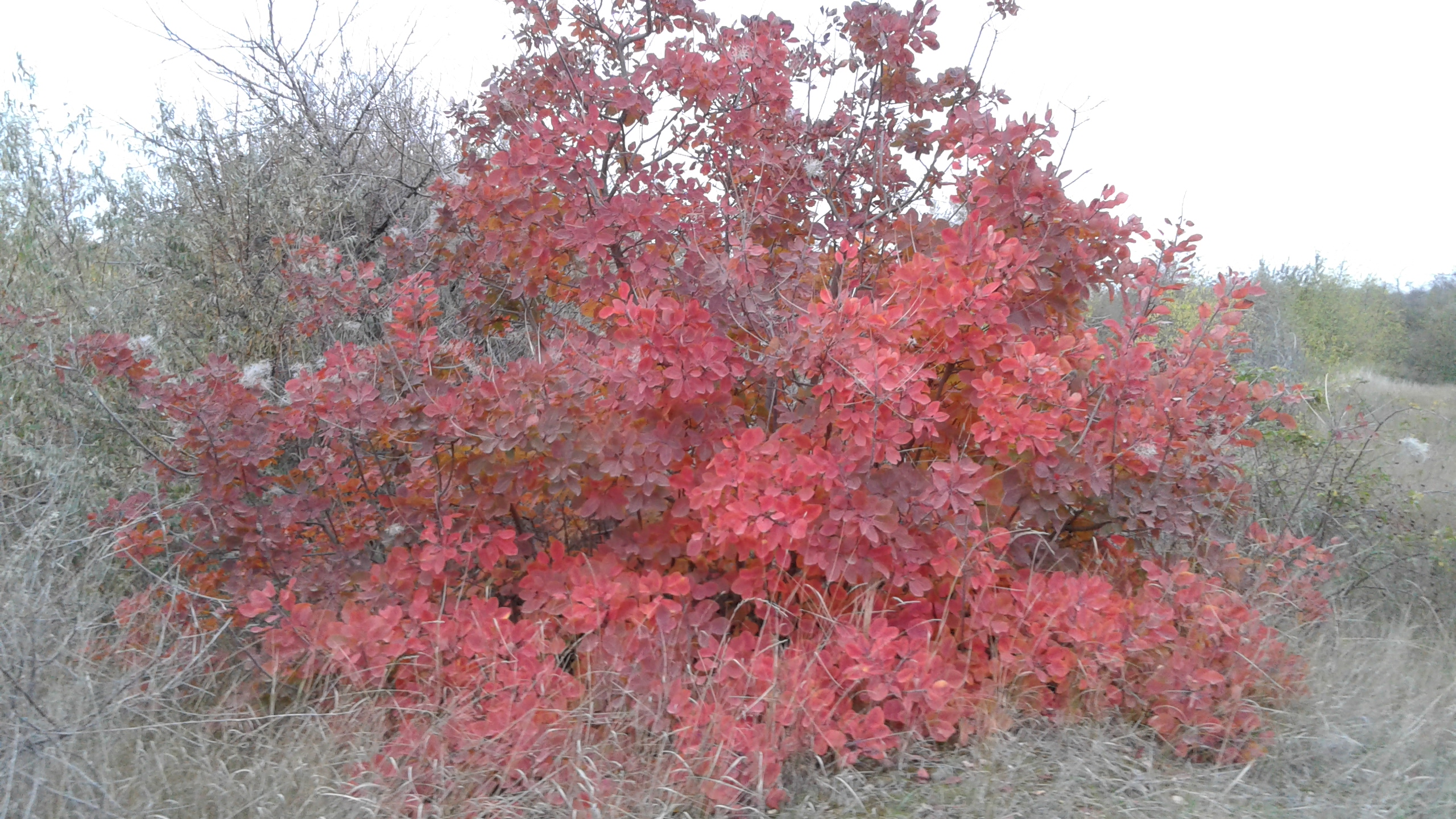
Скумпія восени, Миколаївщина

Скумпія включена до складу порід у державних захисних смугах і полезахисних лісонасадженнях. Вона є цінною чагарниковою породою в посушливих районах на малородючих ґрунтах; добре затінює ґрунт і зменшує видування з лісосмуг листя, снігу й верхнього шару ґрунту.
Скумпія має фітонцидні й інсектицидні властивості. Встановлено, що чим більше скумпії в ясеневих насадженнях, тим менше ясен пошкоджується червицею в'їдливою.

## Збирання, переробка та зберігання
Листки збирають, починаючи від зацвітання скумпії до утворення зелених плодів, коли в листках міститься найбільша кількість танідів. Збирають непошкоджені зелені листки, зриваючи їх цілими з гілок або обшморгуючи на гілках згори донизу. Не слід зрізувати гілок, а потім обривати листки, бо це призводить до зменшення сировинної бази. Сушать листки на горищах під залізним дахом або під навісами з достатньою вентиляцією, розстеливши на папері чи тканині тонким шаром, періодично перемішуючи. Дозволяється сушити на сонці. При масових заготівлях використовують сушарки. Висушені листки пресують у тюки або кіпи вагою по 50—75 кг. Зберігають у сухих, добре провітрюваних приміщеннях. Слід охороняти сировину від вологи, щоб не зменшилась кількість танідів.